# Gymnoloma ingloriosa
Gymnoloma ingloriosa är en skalbaggsart som beskrevs av Louis Albert Péringuey 1902. Gymnoloma ingloriosa ingår i släktet Gymnoloma och familjen Melolonthidae. Inga underarter finns listade i Catalogue of Life.